# زالت‌بومل
زالت‌بومل (به هلندی: Zaltbommel) یک شهرستان در هلند است که در خلدرلاند واقع شده‌است. زالت‌بومل ۳ متر بالاتر از سطح دریا واقع شده‌است.

## خواهرخوانده
شهر والزروده خواهرخواندهٔ زالت‌بومل هست.

## نگارخانه

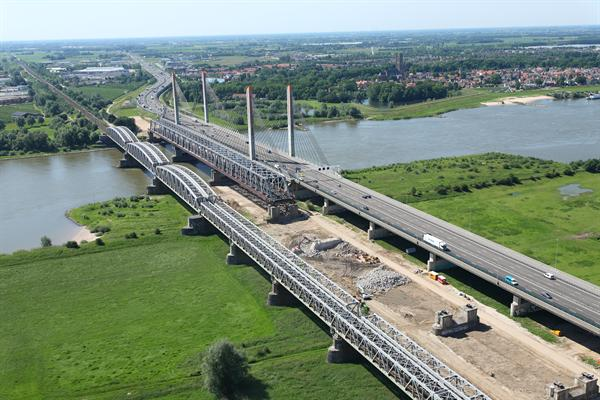
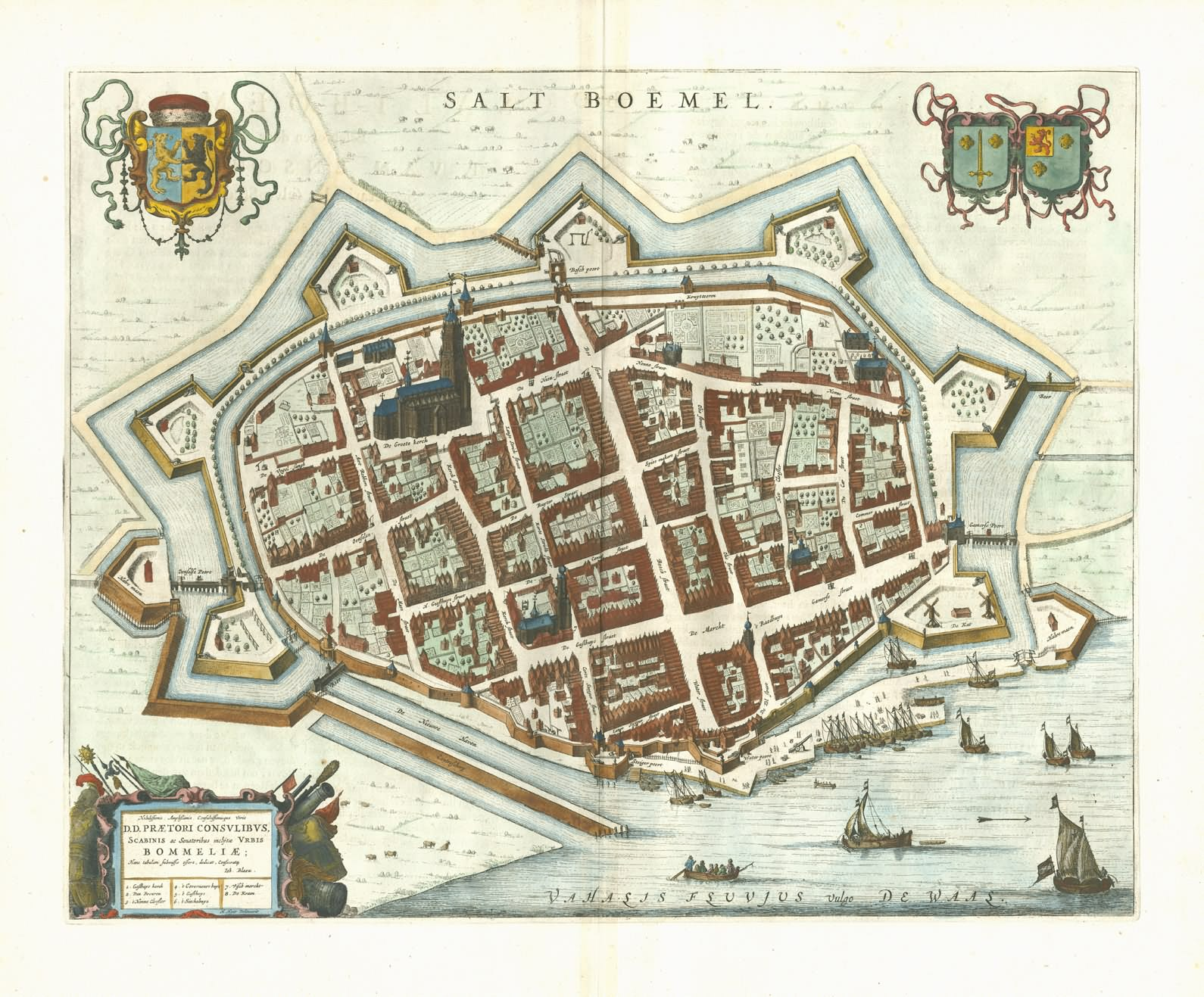